# چارلز سامنر لوند هرتزبرگ
چارلز سامنر لوند هرتزبرگ (انگلیسی: Charles Hertzberg; ۱۲ ژوئن ۱۸۸۶ – ۱۰ ژانویهٔ ۱۹۴۴) فرد نظامی اهل کانادا بود. وی همچنین برندهٔ جوایزی همچون نشان حمام شده‌است.